# إرنست فرايز
إرنست فرايز (بالألمانية: Ernst Fries) هو رسام ألماني، ولد في 22 يونيو 1801 في هايدلبرغ في ألمانيا، وتوفي في 11 أكتوبر 1833 في كارلسروه في ألمانيا.